# Denkova-Staviski Cup de 2013
Denkova-Staviski Cup de 2013 foi a segunda edição do Denkova-Staviski Cup, um evento anual de patinação artística no gelo de níveis sênior, júnior e noviço. A competição foi disputada entre os dias 29 de novembro e 1 de dezembro, na cidade de Sófia, Bulgária.

## Eventos
- Individual masculino
- Individual feminino
- Duplas

## Medalhistas
| Evento                        | Ouro                                      | Prata                              | Bronze                       |
| Sênior                        |                                           |                                    |                              |
| Individual masculino detalhes | Misha Ge · Uzbequistão                    | Chafik Besseghier · França         | Pierre Noel-Antoine · França |
| Individual feminino detalhes  | Roberta Rodeghiero · Itália               | Joshi Helgesson · Suécia           | Francesca Rio · Itália       |
| Duplas detalhes               | Vanessa James · Morgan Cipres · França    | nenhum outro competidor            | nenhum outro competidor      |
| Júnior                        |                                           |                                    |                              |
| Individual masculino detalhes | Deniss Vasiljevs · Letônia                | Alexei Krasnozhon · Rússia         | Matteo Rizzo · Itália        |
| Individual feminino detalhes  | Ekaterina Vysotina · Rússia               | Bogdana Lukashevich · Rússia       | Micol Cristini · Itália      |
| Duplas detalhes               | Bianca Manacorda · Niccolo Macii · Itália | Marin Ono · Hon Lam To · Hong Kong | nenhum outro competidor      |
| Noviço avançado               |                                           |                                    |                              |
| Individual masculino detalhes | Daniel Grassl · Itália                    | Adam Siao Him Fa · França          | Başar Oktar · Turquia        |
| Individual feminino detalhes  | Alexandra Feigin · Bulgária               | Julie Froetscher · França          | Minori Yuge · Alemanha       |
| Noviço básico A               |                                           |                                    |                              |
| Individual masculino          | Vassil Dimitrov · Bulgária                | Gabriel Coconu · Romênia           | Mark Simeonov · Bulgária     |
| Individual feminino Grupo A   | Andrea Ramona Voicu · Romênia             | Dara Gyatsova · Bulgária           | Christine Flohr · Alemanha   |
| Individual feminino Grupo B   | Pressiyana Dimitrova · Bulgária           | Zeynep Karagoz · Turquia           | Tsvetana Grueva · Bulgária   |
| Noviço básico B               |                                           |                                    |                              |
| Individual masculino          | Nikola Zlatanov · Bulgária                | nenhum outro competidor            | nenhum outro competidor      |
| Individual feminino           | Ronja Nickel · Alemanha                   | Diana Minzatanu · Romênia          | Darena Mihaylova · Bulgária  |

## Resultados

### Sênior

#### Individual masculino
| Pos.              | Nome                | Nacionalidade | Pontos | PC        | PL         |
| ----------------- | ------------------- | ------------- | ------ | --------- | ---------- |
| Medalha de ouro   | Misha Ge            | Uzbequistão   | 199.20 | 66.80 (1) | 132.40 (1) |
| Medalha de prata  | Chafik Besseghier   | França        | 170.93 | 53.40 (4) | 117.53 (2) |
| Medalha de bronze | Pierre Noel-Antoine | França        | 166.51 | 54.81 (3) | 111.70 (3) |
| 4                 | Pavel Ignatenko     | Bielorrússia  | 152.89 | 56.91 (2) | 95.98 (5)  |
| 5                 | Manol Atanssov      | Bulgária      | 150.01 | 51.82 (6) | 98.19 (4)  |
| 6                 | Manuel Koll         | Áustria       | 147.15 | 52.50 (5) | 94.65 (6)  |
| 7                 | Iassen Petkov       | Bulgária      | 130.01 | 39.35 (8) | 90.66 (7)  |
| 8                 | Ali Demirboga       | Turquia       | 125.76 | 49.59 (7) | 76.17 (8)  |
| WD                | Maurizio Zandron    | Itália        | —      | — (WD)    |            |
| WD                | Kim Lucine          | Mônaco        | —      | — (WD)    |            |

#### Individual feminino
| Pos.              | Nome               | Nacionalidade | Pontos | PC         | PL         |
| ----------------- | ------------------ | ------------- | ------ | ---------- | ---------- |
| Medalha de ouro   | Roberta Rodeghiero | Itália        | 147.65 | 50.52 (3)  | 97.13 (1)  |
| Medalha de prata  | Joshi Helgesson    | Suécia        | 147.02 | 52.30 (2)  | 94.72 (2)  |
| Medalha de bronze | Francesca Rio      | Itália        | 144.99 | 52.51 (1)  | 92.48 (3)  |
| 4                 | Guia Tagliapietra  | Itália        | 129.81 | 44.13 (8)  | 85.68 (4)  |
| 5                 | Sara Casella       | Itália        | 128.25 | 47.03 (5)  | 81.22 (6)  |
| 6                 | Cirilly Lauriane   | França        | 125.97 | 45.44 (6)  | 80.53 (7)  |
| 7                 | Ami Parekh         | Índia         | 124.86 | 39.50 (11) | 85.36 (5)  |
| 8                 | Anna Afonkina      | Bulgária      | 123.28 | 44.42 (7)  | 78.86 (8)  |
| 9                 | Tamila Shrestha    | Finlândia     | 123.03 | 48.48 (4)  | 74.55 (10) |
| 10                | Clara Peters       | Irlanda       | 112.21 | 36.43 (14) | 75.78 (9)  |
| 11                | Birce Atabey       | Turquia       | 111.55 | 41.46 (9)  | 70.09 (11) |
| 12                | Daniela Stoeva     | Bulgária      | 104.29 | 40.88 (10) | 63.41 (16) |
| 13                | Victoria Manni     | Itália        | 103.64 | 37.64 (12) | 66.00 (13) |
| 14                | Luisa Weber        | Alemanha      | 103.48 | 34.55 (16) | 68.93 (12) |
| 15                | Sila Saygi         | Turquia       | 102.08 | 37.26 (13) | 64.82 (15) |
| 16                | Bernadett Szaka'Cs | Hungria       | 101.39 | 35.48 (15) | 65.91 (14) |
| 17                | Helena Stenbacka   | Finlândia     | 95.23  | 31.94 (17) | 63.29 (17) |
| 18                | Jessica Fussinger  | Alemanha      | 80.51  | 27.18 (18) | 53.33 (18) |
| WD                | Victoria Helgesson | Suécia        | —      | — (WD)     |            |

#### Duplas
| Pos.            | Nome                          | Nacionalidade | Pontos | PC        | PL         |
| --------------- | ----------------------------- | ------------- | ------ | --------- | ---------- |
| Medalha de ouro | Vanessa James / Morgan Cipres | França        | 166.65 | 56.66 (1) | 109.99 (1) |

### Júnior

#### Individual masculino júnior
| Pos.              | Nome                   | Nacionalidade | Pontos | PC         | PL         |
| ----------------- | ---------------------- | ------------- | ------ | ---------- | ---------- |
| Medalha de ouro   | Deniss Vasiljevs       | Letônia       | 194.11 | 64.52 (1)  | 129.59 (1) |
| Medalha de prata  | Aleksey Krasnozhen     | Rússia        | 168.27 | 51.72 (2)  | 116.55 (2) |
| Medalha de bronze | Matteo Rizzo           | Itália        | 148.72 | 46.42 (5)  | 102.30 (3) |
| 4                 | Giorgio Settembrini    | Itália        | 142.43 | 48.17 (4)  | 94.26 (4)  |
| 5                 | Carlo Vittorio Palermo | Itália        | 141.03 | 51.59 (3)  | 89.44 (6)  |
| 6                 | Adrien Bannister       | Itália        | 137.82 | 46.32 (6)  | 91.50 (5)  |
| 7                 | Burak Demirboga        | Turquia       | 127.50 | 40.67 (8)  | 86.83 (7)  |
| 8                 | Ivo Gatovski           | Bulgária      | 122.82 | 40.72 (7)  | 82.10 (9)  |
| 9                 | Marco Zandron          | Itália        | 114.51 | 31.80 (10) | 82.71 (8)  |
| 10                | Mehmet Cakir           | Turquia       | 97.43  | 34.89 (9)  | 62.54 (11) |
| 11                | Oguzhan Selimoglu      | Turquia       | 94.94  | 25.65 (11) | 69.29 (10) |
| WD                | Daniel Naurits         | França        | —      | — (WD)     |            |
| WD                | Davil Parkman          | Rússia        | —      | — (WD)     |            |
| WD                | Giray Senol            | Turquia       | —      | — (WD)     |            |

#### Individual feminino júnior
| Pos.              | Nome                | Nacionalidade          | Pontos | PC         | PL         |
| ----------------- | ------------------- | ---------------------- | ------ | ---------- | ---------- |
| Medalha de ouro   | Ekaterina Vysotina  | Rússia                 | 136.05 | 44.45 (3)  | 91.60 (1)  |
| Medalha de prata  | Bogdana Lukashevich | Rússia                 | 135.63 | 48.63 (1)  | 87.00 (3)  |
| Medalha de bronze | Mikol Cristini      | Itália                 | 135.32 | 47.34 (2)  | 87.98 (2)  |
| 4                 | Eveliina Viljanen   | Finlândia              | 117.25 | 42.13 (4)  | 75.12 (4)  |
| 5                 | Yoshino Braganti    | França                 | 114.59 | 40.29 (5)  | 74.30 (5)  |
| 6                 | Serena Giraud       | França                 | 111.49 | 39.86 (6)  | 71.63 (6)  |
| 7                 | Lisa Barbieri       | Itália                 | 101.35 | 37.51 (7)  | 63.84 (8)  |
| 8                 | Alessia Zardini     | Itália                 | 96.13  | 31.45 (11) | 64.68 (7)  |
| 9                 | Paolina Popova      | Bulgária               | 93.63  | 30.64 (12) | 62.99 (9)  |
| 10                | Sandra Ristivojevic | Sérvia                 | 91.40  | 35.32 (8)  | 56.08 (11) |
| 11                | Ece Atabey          | Turquia                | 89.91  | 32.81 (9)  | 57.10 (10) |
| 12                | Veera Heinonen      | Finlândia              | 87.26  | 32.02 (10) | 55.24 (13) |
| 13                | Yaras Bihter Eylul  | Turquia                | 86.14  | 30.06 (14) | 56.08 (12) |
| 14                | Silvia Gherardi     | Itália                 | 84.55  | 30.36 (13) | 54.19 (14) |
| 15                | Ecem Ulker          | Turquia                | 83.20  | 29.22 (15) | 53.98 (15) |
| 16                | Monika Yordanova    | Bulgária               | 77.74  | 25.50 (17) | 52.24 (16) |
| 17                | Amira Abdul Moati   | Emirados Árabes Unidos | 62.94  | 25.96 (16) | 36.98 (17) |
| WD                | Minami Hanashiro    | Alemanha               | —      | — (WD)     |            |
| WD                | Marin Ono           | Hong Kong              | —      | — (WD)     |            |

#### Duplas júnior
| Pos.             | Nome                             | Nacionalidade | Pontos | PC        | PL        |
| ---------------- | -------------------------------- | ------------- | ------ | --------- | --------- |
| Medalha de ouro  | Bianka Manacorda / Niccolo Macii | Itália        | 119.66 | 42.96 (1) | 76.70 (1) |
| Medalha de prata | Marin Ono / Hon Lam To           | Hong Kong     | 89.41  | 32.24 (2) | 57.17 (2) |

### Noviço avançado

#### Individual masculino noviço avançado
| Pos.              | Nome             | Nacionalidade | Pontos | PC        | PL        |
| ----------------- | ---------------- | ------------- | ------ | --------- | --------- |
| Medalha de ouro   | Daniel Grassl    | Itália        | 90.96  | 32.11 (2) | 58.85 (1) |
| Medalha de prata  | Adam Siao Him Fa | França        | 89.29  | 34.07 (1) | 55.22 (2) |
| Medalha de bronze | Basar Oktar      | Turquia       | 85.29  | 31.43 (3) | 53.86 (4) |
| 4                 | Florian Paschke  | Alemanha      | 83.16  | 27.98 (5) | 55.18 (3) |
| 5                 | Yann Frechon     | França        | 76.26  | 28.75 (4) | 47.51 (6) |
| 6                 | Landry Le May    | França        | 75.78  | 26.27 (6) | 49.51 (5) |
| 7                 | Anil Cetinbas    | Turquia       | 70.06  | 23.93 (7) | 46.13 (7) |

#### Individual feminino noviço avançado
| Pos.              | Nome                 | Nacionalidade | Pontos | PC         | PL         |
| ----------------- | -------------------- | ------------- | ------ | ---------- | ---------- |
| Medalha de ouro   | Alexandra Feigin     | Bulgária      | 88.28  | 35.06 (1)  | 53.22 (1)  |
| Medalha de prata  | Julie Froetscher     | França        | 81.89  | 29.28 (4)  | 52.61 (2)  |
| Medalha de bronze | Minori Yuge          | Alemanha      | 81.58  | 31.11 (2)  | 50.47 (4)  |
| 4                 | Lucrezia Gennaro     | Itália        | 80.85  | 30.08 (3)  | 50.77 (3)  |
| 5                 | Genevieve Somerville | Reino Unido   | 78.50  | 29.13 (5)  | 49.37 (5)  |
| 6                 | Ekin Saygi           | Turquia       | 77.72  | 28.87 (6)  | 48.85 (7)  |
| 7                 | Charlotta Lofgren    | Finlândia     | 73.53  | 24.29 (13) | 49.24 (6)  |
| 8                 | Suvi-Tuuli Suokas    | Finlândia     | 72.11  | 27.18 (8)  | 44.93 (10) |
| 9                 | Simona Gospodinova   | Bulgária      | 70.64  | 27.21 (7)  | 43.43 (11) |
| 10                | Emmi Rantamaki       | Finlândia     | 70.28  | 25.25 (11) | 45.03 (9)  |
| 11                | Margarita Kolova     | Bulgária      | 69.42  | 26.18 (9)  | 43.24 (13) |
| 12                | Mariela Tapio        | Finlândia     | 68.91  | 23.09 (15) | 45.82 (8)  |
| 13                | Ilayda Bayar         | Turquia       | 67.37  | 23.94 (14) | 43.43 (12) |
| 14                | Zona Apostolovic     | Sérvia        | 64.52  | 25.09 (12) | 39.43 (15) |
| 15                | Nevena Yotova        | Bulgária      | 61.58  | 19.12 (16) | 42.46 (14) |
| 16                | Erika Kangasmaki     | Finlândia     | 60.14  | 25.31 (10) | 34.83 (16) |
| WD                | Sofia Mihaylova      | Bulgária      | —      | — (WD)     |            |
| WD                | Damla Demirsal       | Turquia       | —      | — (WD)     |            |

## Quadro de medalhas
Sênior
| Ordem | País        | Medalha de ouro | Medalha de prata | Medalha de bronze |   | Ordem por total |
| ----- | ----------- | --------------- | ---------------- | ----------------- | - | --------------- |
| 1     | França      | 1               | 1                | 1                 | 3 | 1               |
| 2     | Itália      | 1               |                  | 1                 | 2 | 2               |
| 3     | Uzbequistão | 1               |                  |                   | 1 | 3               |
| 4     | Suécia      |                 | 1                |                   | 1 | 3               |
| TOTAL | TOTAL       | 3               | 2                | 2                 | 7 | —               |

Geral
| Ordem | País        | Medalha de ouro | Medalha de prata | Medalha de bronze |    | Ordem por total |
| ----- | ----------- | --------------- | ---------------- | ----------------- | -- | --------------- |
| 1     | Bulgária    | 4               | 1                | 3                 | 8  | 1               |
| 2     | Itália      | 3               |                  | 3                 | 6  | 2               |
| 3     | França      | 1               | 3                | 1                 | 5  | 3               |
| 4     | Romênia     | 1               | 2                |                   | 3  | 4               |
| 4     | Rússia      | 1               | 2                |                   | 3  | 4               |
| 6     | Alemanha    | 1               |                  | 2                 | 3  | 4               |
| 7     | Letônia     | 1               |                  |                   | 1  | 8               |
| 7     | Uzbequistão | 1               |                  |                   | 1  | 8               |
| 9     | Turquia     |                 | 1                | 1                 | 2  | 7               |
| 10    | Hong Kong   |                 | 1                |                   | 1  | 8               |
| 10    | Suécia      |                 | 1                |                   | 1  | 8               |
| TOTAL | TOTAL       | 13              | 11               | 10                | 34 | —               |